# Rudolf Seiters
Rudolf Seiters (Osnabrück, 13 ottobre 1937) è un politico tedesco, membro dell'Unione Cristiano-Democratica di Germania (CDU). È stato Ministro federale per gli affari speciali e capo dell'Ufficio della Cancelleria tedesca dal 1989 al 1991, Ministro federale dell'interno dal 1991 al 1993 nel Governo Kohl IV, Vice presidente del Bundestag dal 1998 al 2002. 
Dal 2003 è presidente della Croce Rossa tedesca.

## Biografia e carriera
Dopo essersi diplomato al Gymnasium Carolinium di Osnabrück nel 1959, Seiters si laureò all'Università di Münster con una laurea in Giurisprudenza, terminando i suoi primi esami (più o meno equivalenti alla laurea di primo livello) nel 1963, il secondo esame (laurea professionale) nel 1967. Da 1968 al 1969, fu assistente legale nell'ufficio del Dipartimento di Economia e Alloggi sociali di Osnabrück. Dal novembre 2003 è stato presidente della Croce Rossa tedesca.
È sposato con tre figlie e vive a Papenburg. Nel 2000 gli è stato conferito un dottorato ad honorem dall'Università della Bundeswehr di Monaco.

## Attività politica

### Attività di partito
Dal 1958 è membro della CDU. Dal 1963 al 1965, è stato il presidente del distretto del capitolo di Osnabrück-Emsland dell'organizzazione giovanile della CDU Junge Union. Poi, dal 1965 al 1968, fu presidente del capitolo di stato ad Hannover e dal 1968 al 1971 del nuovo capitolo della Bassa Sassonia. Dal 1967 al 1971 è stato membro del Consiglio direttivo federale della Junge Union e dal 1971 al 1973 è stato membro del Consiglio direttivo federale della CDU stessa. Dal 1972 al 1998 è stato vice segretario della CDU in Bassa Sassonia e dal 1992-1998 anche membro del Comitato esecutivo nazionale della CDU.

### Come deputato
Dal 1969 al 2002, Seiters era un membro del Parlamento tedesco, il Bundestag. Qui prestò servizio dal 1971 al 1976 e dal 1982 al 1984 come funzionario esecutivo (Geschäftsführer) della frazione parlamentare CDU / CSU e dal 1984-1989 fu il capo esecutivo della frazione. Dopo le elezioni del 1994, divenne vice presidente della frazione, posizione che mantenne fino al 1998 quando divenne vice presidente del Bundestag.

### Ministro federale degli affari speciali e Ministro federale dell'interno
Seiters fu nominato il 21 aprile 1989 come Ministro federale degli affari speciali e capo dell'Ufficio della Cancelleria tedesca. Poi, il 26 novembre 1991, fu nominato Ministro degli interni. Il 27 giugno 1993, in un raid della polizia tedesca nella stazione ferroviaria della città di Bad Kleinen, nel Meclemburgo, sia il ricercato terrorista della Rote Armee Fraktion (RAF), Wolfgang Grams, sia un agente del GSG-9, Michael Newrzella, persero la vita. Saiters si prese la responsabilità del raid e si ritirò il 4 luglio 1993.

## Trattative dell'ambasciata di Praga
Nel 1989, migliaia di tedeschi dell'est si rifugiarono nell'ambasciata di Praga della Repubblica federale di Germania. Rudolf Seiters ha negoziato con successo con il governo della Germania Est (DDR) il passaggio dei rifugiati dell'ambasciata nella Repubblica Federale di Germania.

## Scritti
- in collaborazione con Carsten Tergast: Vertrauensverhältnisse. Autobiografie. Herder, Freiburg im Breisgau 2016, ISBN 978-3-451-34968-3.
- In der Spur bleiben. Politische Wegmarken zu Rechtsstaat und Demokratie, Europa und Weltfrieden, bürgerlicher Verantwortung und Solidarität. Olzog, München 2005, ISBN 3789281743.
- Rudolf Seiters. In: Heribert Schwan, Rolf Steininger (Hrsg.): Mein 9. November 1989. Artemis & Winkler bei Patmos, Düsseldorf 2009, ISBN 978-3-538-07277-0, S. 351–360.
- con Hanns Jürgen Küsters e Hans-Peter Schwarz: Die Ära Kohl. In: Historisch-Politische Mitteilungen. ISSN 0943-691X (WC · ACNP), Bd. 17, 2010, S. 233–268.